# Увеліни
Увеліни (пол. Uwieliny) — село в Польщі, у гміні Пражмув Пясечинського повіту Мазовецького воєводства.
Населення — 520 осіб (2011).
У 1975—1998 роках село належало до Варшавського воєводства.

## Демографія
Демографічна структура станом на 31 березня 2011 року:
|          | Загалом | Допрацездатний вік | Працездатний вік | Постпрацездатний вік |
| -------- | ------- | ------------------ | ---------------- | -------------------- |
| Чоловіки | 227     | 51                 | 153              | 23                   |
| Жінки    | 293     | 70                 | 177              | 46                   |
| Разом    | 520     | 121                | 330              | 69                   |